# Марчано Фредо (Казерта)
Марчано Фредо је насеље у Италији у округу Казерта, региону Кампанија.
Према процени из 2011. у насељу је живело 70 становника. Насеље се налази на надморској висини од 291 м.